# Takuya Nagasawa
Takuya Nagasawa (født 10. april 1993) er en japansk fodboldspiller, som spiller for den japanske fodboldklub Kamatamare Sanuki.